# Linia kolejowa Dresden-Pieschen – Dresden-Neustadt
Linia kolejowa Dresden-Pieschen – Dresden-Neustadt – zelektryfikowana towarowa linia kolejowa w Niemczech, w kraju związkowym Saksonia. Przebiega przez Drezno, łącząc stacje Dresden-Pieschen z Dresden-Neustadt.